# Huaca Santa Rosa de Pucalá
La Huaca Santa Rosa de Pucalá es un sitio arqueológico situado en el departamento de Lambayeque, en el Perú. Se trata de los restos de un centro ceremonial perteneciente a la época preincaica. Se ha descubierto un recinto en forma de D, de estilo wari, que data de 800 a 950 d. C. y un cementerio de la elite moche, de 100 a 400 d. C.

## Ubicación
Se ubica en el valle medio del río Lambayeque, en la margen norte, a unos 30 km de la ciudad de Chiclayo, en la costa norte del Perú.

## Descripción
El yacimiento está conformado por los restos de tres recintos o edificaciones en plataformas. Uno de ellos consta de un extenso espacio ceremonial rodeado de anchos muros y con una rampa central.

## Cronología
Las estudios han determinado la existencia de un asentamiento que se remonta al moche tardío y que llega hasta el periodo chimú-inca.
- Intermedio Temprano, hacia 100-700 d. C., época de la cultura moche. De esta época data un cementerio de la elite moche.
- Horizonte Medio, hacia 700-1000. Época de la expansión del imperio wari. De esta época es el edificio en forma de D, y las tumbas de niños y un adolescente.
- Intermedio Tardío. 1000 a 1400. Cultura lambayeque y cultura chimú.

## Investigaciones
Los estudios están a cargo del Proyecto Arqueológico Valle de Lambayeque, dirigido por el arqueólogo Edgar Bracamonte. Y con el auspicio del Museo Tumbas Reales de Sipán y el respaldo institucional y logístico de la Unidad Ejecutora 005 Naylamp. Está asesorado por el arqueólogo Walter Alva y participan además arqueólogos y estudiantes de la Universidad Nacional Pedro Ruiz Gallo, Universidad Nacional de Trujillo y la Universidad Nacional de San Cristóbal de Huamanga.
Los trabajos empezaron en 2010. A principios de 2016 se reveló el descubrimiento de seis entierros de mujeres, que habrían sido sacrificadas de manera ritual. Estas tumbas son de un patrón funerario distinto al de las culturas moche y lambayeque, por lo que se infirió una posible influencia foránea venida de la sierra. Este hallazgo se hizo en un recinto o templo que data del Horizonte Medio, hacia el 800 d. C.
En febrero de 2019 se dio a conocer el descubrimiento de un recinto ceremonial en forma de la letra D, de estilo wari, que fue fechado entre los años 800 y 900 d. C. Se trata de una construcción de adobes unidos con barro. También se halló la tumba de un individuo, en posición decúbito ventral y con las piernas flexionadas, con la cabeza separada del tronco y carente del brazo derecho. Lo que desconcertó a los arqueólogos fue la presencia de objetos de cerámica tanto de la cultura moche, como la cajamarca, además del recinto de estilo wari, fechado en una época que se creía que todavía era preponderantemente moche. Todo lo cual indicaría que hubo en realidad una presencia de diversos grupos culturales en esa época, como los cajamarca procedentes de la sierra norte, así como el expansionismo wari, coincidente con el periodo final de la cultura moche.
En diciembre de 2019 se dio a conocer el descubrimiento de un nuevo recinto en forma de D, de estilo wari, así como veinticuatro tumbas de la elite moche. De todas ellas, once son tumbas del moche medio (Fase Sipán), fechadas entre los siglos II y V d. C., y por lo tanto contemporáneas al Señor de Sipán, pero con un patrón funerario distinto, lo que indicaría que se trataría de elites distintas. De ello se deduce que en el mundo moche no habría existido un grupo de poder homogéneo. También se hallaron seis tumbas del moche tardío (Fase Santa Rosa 1 y 2), tres tumbas posmoche (Fase Santa Rosa 4) y cuatro tumbas lambayeque. Se desenterraron además ofrendas votivas, como recipientes de cerámica, objetos de metal, estatuillas, etc.
En septiembre de 2021, tras una suspensión obligada por la pandemia del COVID-19, se reiniciaron los trabajos. En octubre del mismo año se dio a conocer el descubrimiento de nuevas tumbas, esta vez de la cultura wari: tres cuerpos de niños y uno de adolescente, enterrados en la parte frontal del edificio o templo en forma de D. Junto con ellos se desenterraron fragmentos de cerámica, un cuchillo con hoja en forma de media luna y huesos de camélidos sudamericanos. Se trataría de sacrificios humanos. El arqueólogo Bracamonte destacó la importancia del hallazgo, pues se trata de ofrendas wari situadas en una zona muy lejana del área de influencia de dicho imperio. Lo que haría necesaria reescribir la historia de la expansión wari hacia el norte, así como un ajuste de la cronología de este hecho.
En total son una treintena los contextos funerarios hallados hasta ahora en Santa Rosa de Pucalá, tanto de origen moche como wari.